# Russell Holmes
Russell Kenneth Holmes (ur. 1 lipca 1982 w Anaheim) – amerykański siatkarz, grający na pozycji środkowego. W reprezentacji rozegrał 111 meczów.
Russell Kenneth Holmes urodził się  1 lipca 1982. Zaczął grać w piłkę siatkową jako junior w Fountain Valley High School. Ukończył Fountain Valley w 2001. W 2001 r. jego drużyna Long Beach zdobyła złoty medal Igrzysk Olimpijskich Juniorów. Ma żonę - Krystal i dwie córki. 18 listopada 2015 roku ponownie został zawodnikiem Asseco Resovii Rzeszów. Od lutego 2017 roku zawodnik francuskiego klubu Paris Volley.

## Sukcesy klubowe
MEVZA:
- 2009
- 2010

Puchar Austrii:
- 2009, 2010

Mistrzostwo Austrii:
- 2009, 2010

Klubowe Mistrzostwa Świata:
- 2011

Mistrzostwo Polski:
- 2015
- 2016
- 2013

Mistrzostwo Turcji:
- 2014

Liga Mistrzów:
- 2015

## Sukcesy reprezentacyjne
Liga Światowa:
- 2014
- 2012
- 2015

Puchar Świata:
- 2015

## Nagrody indywidualne
- 2011: Najlepszy blokujący Klubowych Mistrzostw Świata
- 2016: Najlepszy środkowy Ligi Mistrzów